# Хикки, Уильям
Уильям Хикки (англ. William Hickey; 19 сентября 1928, Бруклин, Нью-Йорк — 29 июня 1997, Нью-Йорк, Нью-Йорк) — американский актёр театра и кино, номинант на премии «Оскар» и «Эмми».

## Биография
Уильям Хикки родился 19 сентября 1927 года в Нью-Йорке, штат Нью-Йорк, в семье ирландцев Норы и Эдварда Хикки. Кроме Уильяма, в семье росла его старшая сестра — Дороти Финн.
В 1948 году состоялся дебют Хикки на театральной сцене; актёр сыграл в бродвейском спектакле по пьесе Ирвина Шоу «Предайте мёртвых земле». Девятью годами позже Уильям Хикки впервые появился на телевидении, исполнив роль Билли в телесериале «Ложная цель». В том же году актёр сыграл свою первую роль и в кино: в комедии Ричарда Куайна «Операция Бешеный шар» Хикки появился в образе бестолкового рядового Сэмпсона.
Настоящая популярность пришла к актёру в 1985 году, после выхода на экраны фильма Джона Хьюстона «Честь семьи Прицци» с Джеком Николсоном и Кэтлин Тёрнер в главных ролях. Персонаж Хикки — уважаемый и почтительный дон Коррадо Прицци, доживающий последние годы и отходящий от дел. Роль Прицци принесла Уильяму Хикки номинацию на престижную премию «Оскар» в категории «Лучшая мужская роль второго плана»; на церемонии вручения актёр проиграл Дону Амичи.
После номинации на «Оскар» карьера Хикки пошла в гору, его стали чаще приглашать в кино. В 1986 году Уильям Хикки исполнил роль итальянского францисканца Убертино да Казале в историческом детективе «Имя розы», где его партнёрами по съёмочной площадке были Шон Коннери и Кристиан Слейтер. Через четыре года Хикки был номинирован на главную телепремию США «Эмми» в категории «Лучший приглашённый актёр в драматическом телесериале» за роль пожилого олигарха Карлтона Уэбстера в телесериале «Байки из склепа», но проиграл Патрику Макгуэну.
Последними ролями актёра в кино стали роли Рудольфа Шмунтца в комедии Гора Вербински «Мышиная охота» и городского шерифа в ужастике «Стучась в дверь смерти», который вышел в широкий прокат через два года после смерти актёра. Уильям Хикки скончался 29 июня 1997 года в нью-йоркском госпитале Бет-Изрейел от эмфиземы лёгких и бронхита. Похоронен на кладбище ''Evergreens'' в Бруклине, Нью-Йорк. Фильм «Мышиная охота» посвящён памяти актёра.

## Избранная фильмография
- «Шляпа, полная дождя» (1957) — Эпплс
- «Операция Бешеный шар[англ.]» (1957) — рядовой Сэмпсон
- «Работа для стрелка[англ.]» (1964) — Йо-Йо
- «Бостонский душитель» (1968) — Юджин Т. О’Рорк
- «Маленький большой человек» (1970) — историк
- «С днём рождения, Ванда Джун[англ.]» (1971) — Лузлиф Харпер
- «Между временем и Тимбукту[англ.]» (1972) — Стони Стивенсон
- «92 градуса в тени[англ.]» (1975) — мистер Скелтон
- «Микки и Никки[англ.]» (1976) — Сид Файн
- «Часовой» (1977) — Перри
- «Наблюдающий незнакомец[англ.]» (1982) — Макси
- «Честь семьи Прицци» (1985) — дон Коррадо Прицци
- «Стеклянные стены» (1985) — Папа
- «Одно безумное лето» (1986) — старик Бекерстед
- «Захватить день[англ.]» (1986) — Перлс
- «Детективное агентство „Лунный свет“» (1985—1989) — мистер Кендл
- «Имя розы» (1986) — Умбертино Казальский
- «Розовый кадиллак» (1989) — мистер Бартон
- «Море любви» (1989) — Фрэнк Келлер-старший
- «Рождественские каникулы» (1989) — дядя Льюис
- «Байки из склепа» (1990) — Карлтон Уэбстер
- «Мои голубые небеса» (1990) — Билли Спэрроу
- «Сказки с тёмной стороны» — Дроган
- «Камень викингов» (1991) — Ларс Ханстрём
- «Кошмар перед Рождеством» (1993) — доктор Финкельштейн; озвучка
- «Джерки Бойс[англ.]» (1995) — дон «Дядя Фредди» Фредерико
- «Майор Пэйн» (1995) — доктор Филлипс
- «Прощание с Парижем» (1995) — Артур
- «Итальянские любовники» (1996) — монсеньор
- «Мышиная охота» (1997) — Рудольф Шмунтц
- «Стучась в дверь смерти» (1999) — городской шериф